# 法鏡寺 (備前市)
法鏡寺（ほうきょうじ）は、岡山県備前市東片上にある日蓮宗の寺院。山号は常照山。旧本山は京都の妙覚寺。
山門脇には題目塔がある。

## 歴史
南北朝時代に大覚妙実の開山によって創建された寺院で、創建年は 文和元年（1352年）。天正年間には豊臣秀吉が当地を通過した際、寺を宿舎としたという記録がある。昭和16年（1941年）西片上から塩谷で大庄屋をつとめた藤原邸に移転した。

## 境内
移転前の創立当時は本堂、祖師堂、客殿などからなり、それぞれ巨大な建物であったが徐々に失われ、宝暦・明和頃には明治28年現在の姿（本堂、護法堂、鎮守堂等）となったと『古社寺取調書』（明治28年）にあるとされる。

## 歴代
- 大覚妙実
- 日実[3]
- 日運[3]

## 人物
門前には藤原審爾（作家）の住居跡とする看板が立つ。